# Труа-Фрер
Труа-Фрер (фр. Trois-Frères — «три брата») — пещера на юго-западе Франции, известная образцами доисторического искусства (см. пещерная живопись). Расположена в Монтескьё-Аванте, департамент Арьеж, Франция. Непосредственно к пещере Трёх братьев примыкает пещера Тюк д’Одубер.
Пещерные рисунки выполнены около 13 000 лет до н. э. Выгравированное в пещере «Три брата» изображение фигуры в маске навело учёных на мысль о существовании в древних сообществах шаманов и колдунов.
Пещера названа в честь трёх сыновей графа Бегуана (Bégouen), которые открыли её в 1910 году. Пещерные рисунки получили известность после того, как их опубликовал аббат Анри Брейль.

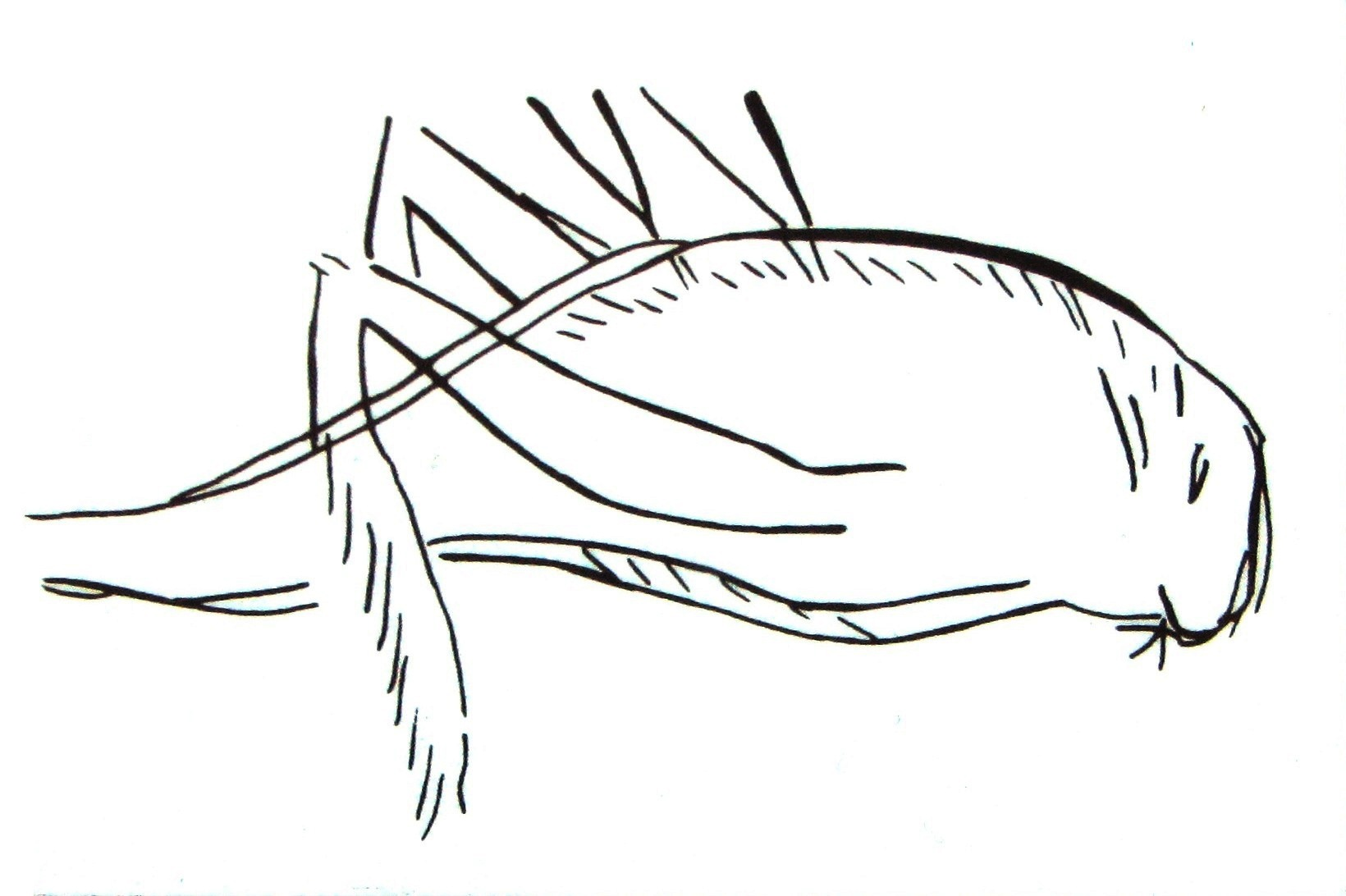
Рисунок в пещере